# Moehringia bavarica
Moehringia bavarica är en nejlikväxtart. Moehringia bavarica ingår i släktet skogsnarvar, och familjen nejlikväxter.

## Underarter
Arten delas in i följande underarter:
- M. b. bavarica
- M. b. insubrica

## Bildgalleri

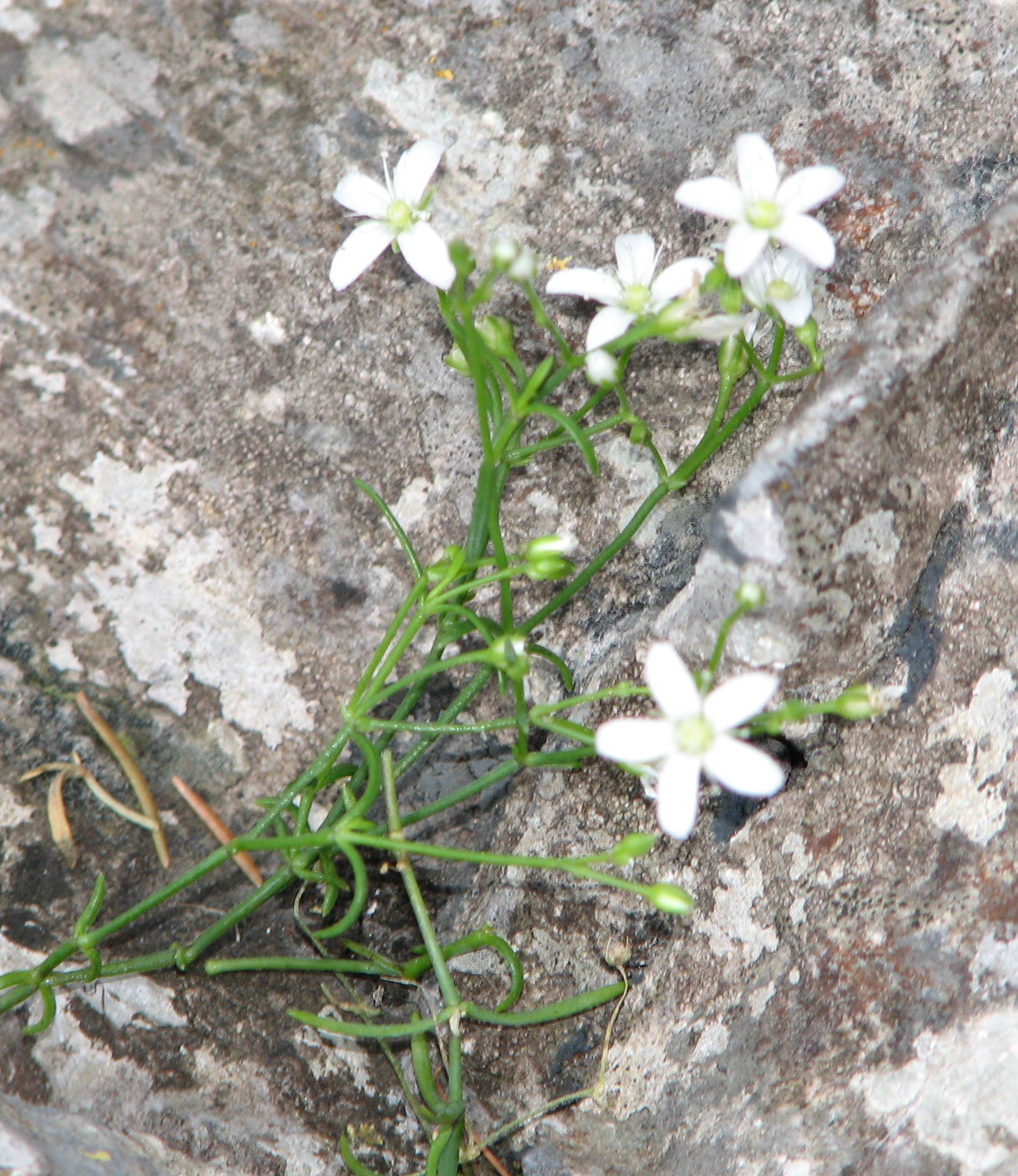
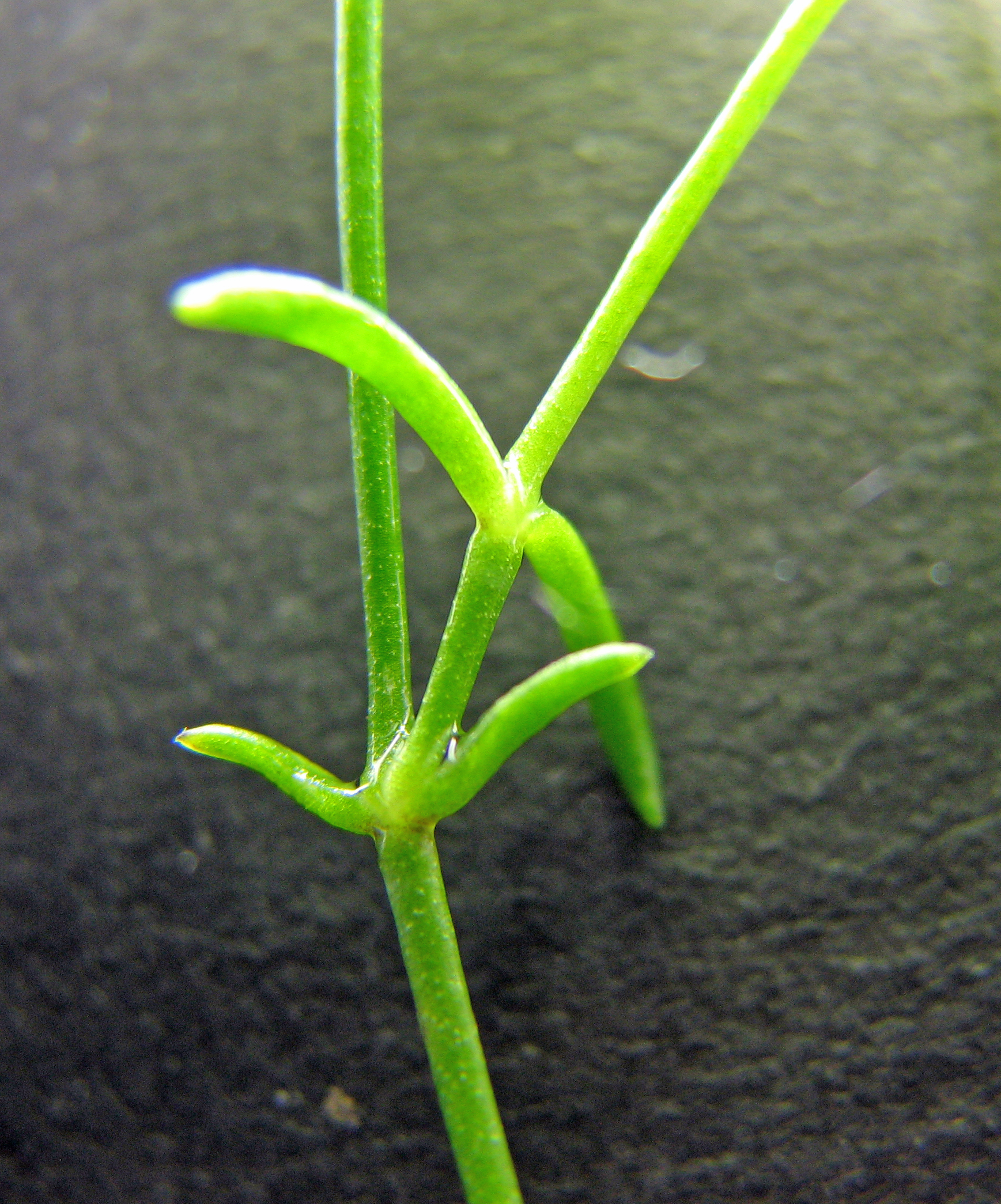
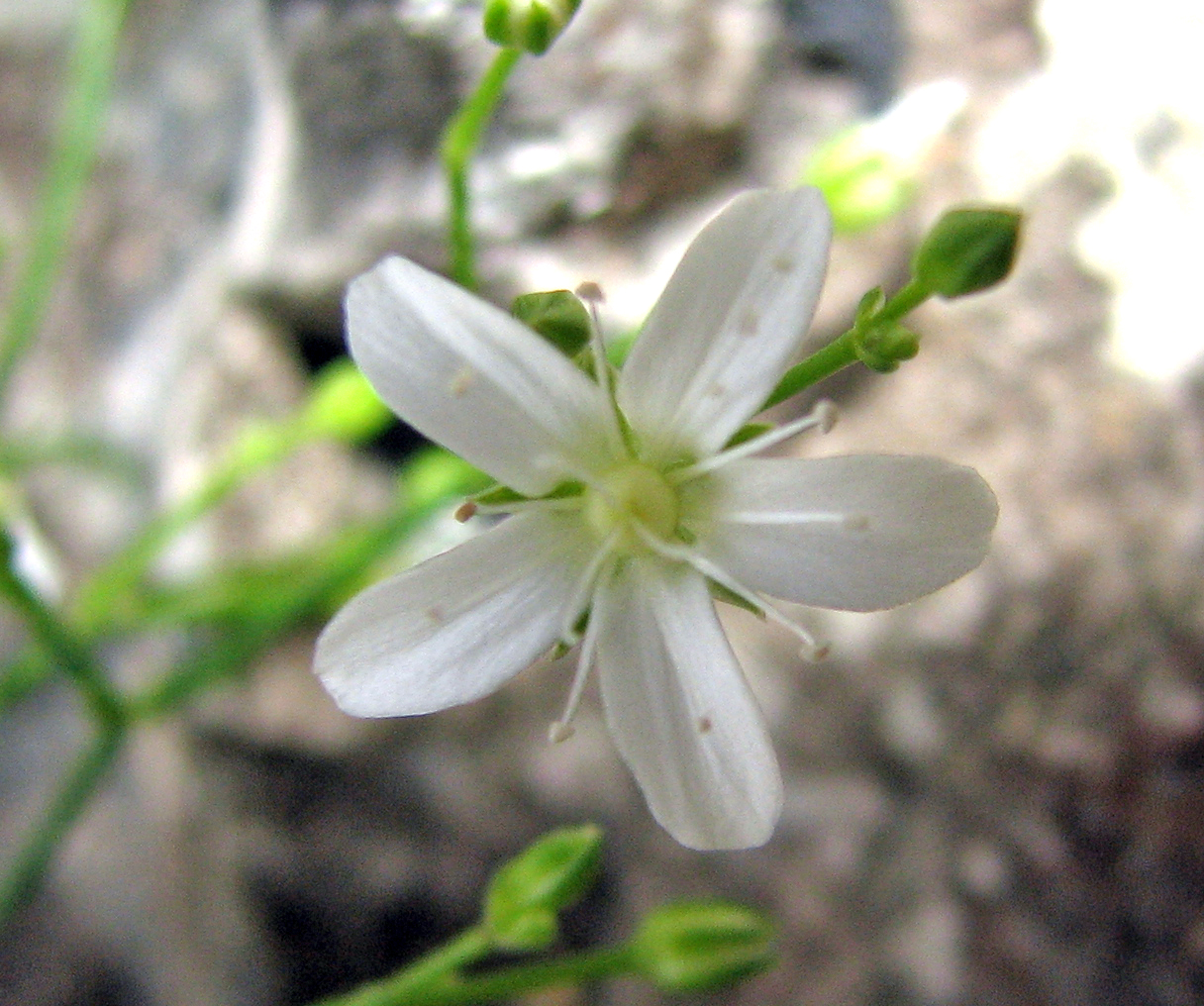